# 于飛島
于飛島，原名鳥島，位於台灣新竹市東區青草湖內，為泥沙淤積堆成的湖中島嶼，可由一旁的映月橋進入並觀賞青草湖的風光。

## 命名
原本因為各式鳥類聚集而被稱作「鳥島」。2009年12月，新竹市長林政則在會勘時將其命名為「于飛島」，因為與青草湖旁已改建完成的「鳳凰橋」遙遙相望，所以取成語「鳳凰于飛」，希望增添青草湖浪漫喜氣，也希望讓來青草湖的民眾都有美好的回憶。

## 歷史
- 1981年代，青草湖中所堆積的淤沙形成沙洲，吸引許多鷺科鳥類聚集繁殖，島上常見大白鷺棲息，使青草湖成為新竹市近郊賞鳥之重要據點。[2][3]
- 2007年，新竹市政府開始推動「青草湖重生計畫」，其中包括整理于飛島。
- 2009年12月17日，島上設施正式宣告完工，並由前副總統呂秀蓮、前市長林政則共同揭牌。

## 島上設施
- 心心相映亭
- 映月橋：島上的唯一聯外橋梁